# 王后汉氏
王后汉氏（？—？），姓汉，一说姓韩，高句丽第22代国王安藏王高安的王后，福貴王的母亲。
安藏王十三年（531年）五月，安藏王去世，没有嗣子，王弟高宝延即位，梁武帝和魏孝武帝分别对高宝延加以册封，是为安原王。根据《日本书纪》引《百济本纪》记载，高句丽人弑杀安藏王。王后汉氏的儿子福貴君（福貴王）逃到日本，成为大狛連氏的祖先。福貴君之子高夫連、其孙加武良，后代大狛百枝。